# Abdelhadi Kada Benyacine
Abdelhadi Kada Benyacine (sinh ngày 5 tháng 8 năm 1990, ở Tlemcen) là một cầu thủ bóng đá người Algérie thi đấu cho WA Tlemcen ở Giải bóng đá hạng nhất quốc gia Algérie.
Ngày 28 tháng 5 năm 2010, Kada Benyacine có màn ra mắt cho WA Tlemcen khi vào sân ở phút 68 trong trận đấu tại giải vô địch trước MC El Eulma.

## Sự nghiệp quốc tế
Năm 2007, Kada Benyacine từng là thành viên của Đội tuyển bóng đá U-20 quốc gia Algérie.